# Ropica indigna
Ropica indigna là một loài bọ cánh cứng trong họ Cerambycidae.